# The Egg
 (décembre 2021).
Pour les articles homonymes, voir Egg et The Egg (film).
The Egg est un groupe de musique électronique britannique. En 2006, leur titre Walking Away remixé par le DJ Tocadisco est un énorme succès et sera utilisé dans une publicité pour un constructeur automobile. La même année, David Guetta obtiendra le droit de sortir un bootleg de leur tube avec une reprise de Love Don't Let Me Go.